# Dicraeus napaeus
Dicraeus napaeus är en tvåvingeart som beskrevs av Collin 1946. Dicraeus napaeus ingår i släktet Dicraeus och familjen fritflugor. Arten är reproducerande i Sverige. Inga underarter finns listade i Catalogue of Life.